# انثناء خلفي
الانثناء الخلفي هي حركة تيار الماء في المحيط حين ينثني للخلف على نفسه.

## تاريخ الاستخدام
نظرًا لشيوع استخدام مصطلح «الانثناء الخلفي» عند وصف أمعاء أو رحم الثدييات عندما تنقلب للخلف على نفسها، فقد استخدم لأول مرة في علم المحيطات في عام 1970 عندما استخدمه عالم المحيطات الجنوب أفريقي نيلس باجن، حينما وصف تيار أجولهاس الذي ينحني على نفسه عند القمة الجنوبية في إفريقيا ليصبح تيار أجولهاس المرتد. وأرجع بانج الفضل في استخدامه لهذه الاستعارة لزوجته وملهمته أليسون كومب بانج وهي ممرضة ذكرت هذا المصطلح في دراساتها حول التوليد. أجرى بانج بحوثه من خلال جامعة كيب تاون بميزانية محدودة ومعدات بدائية , إلا أن دراساته التي استخدم فيها قراءات جهاز قياس حرارة الأعماق من مكان قريب أيدتها فيما بعد صور الأقمار الصناعية الحرارية. وتم إعادة إحياء هذا المصطلح وأصبح شائعًا بين علماء المحيطات. وأصبح الانثناء الخلفي لتيار أجولهاس من الأمثلة الأساسية لفهم ديناميكية المصطلح.

## مناطق الانثناء الخلفي
إن تيار شمال البرازيل (NBC) هو تيار على الحدود الغربية ويتدفق على الساحل الشمالي للبرازيل في المنطقة الاستوائية من المحيط الأطلنطي التي تنقل مياه المحيطات العليا في جميع أنحاء خط الاستواء. وتكون هذا الانثناءات الخلفية ما بين 4 درجات شمالاً و10 درجات شمالاً وتكون الانثناءات الخلفية لتيار شمال البرازيل، خاصة أثناء الصيف والخريف، ما بين 6 درجات شمالاً إلى 7 درجات شمالاً وتغذي التيار الشمالي الاستوائي المعاكس والتيار التحتي الشمالي الاستوائي. ويتسبب تيار شمال البرازيل في عمل العديد من الدوامات التي تسير بالاتجاه الشمالي الشرقي على طول الانكسار القاري. (ديدين وسكوت في 1993). ويمكن لهذه الدوامات الدافئة أن تلعب دورًا هامًا في النقل الجنوبي الصافي للماء الدافئ في الطبقات العليا من المحيط الأطلنطي كجزء من دورة التقليب الجنوبية (MOC).
في المحيط الأطلنطي، يحدث للتيار انثناء خلفي  (ينقلب على نفسه) في الانثناء الخلفي لتيار أجولهاس بسبب عدم وجود تفاعلات مع تيار أنتركيتيكا القطبي القوي. ويصبح هذا الماء تيار أجولهاس المرتد، ليعود إلى مياه المحيط الهندي. وتم تقييم ذلك ليصل إلى 85 وحدة من وحدات سيفير دروبس من صافي النقل يعود إلى المحيط الهندي من خلال الانثناء الخلفي. ويُنقل ما تبقى من الماء إلى المنطقة الجنوبية من المحيط الأطلنطي في تسرب أجولهاس. ويحدث هذا التسرب جنبًا إلى جنب مع التفرع المباشر للتيارات في المياه السطحية.